# Habropoda tadzhica
Habropoda tadzhica är en biart som beskrevs av Popov 1948. Habropoda tadzhica ingår i släktet Habropoda och familjen långtungebin. Inga underarter finns listade i Catalogue of Life.